# Refuge d'oiseaux migrateurs de Terra-Nova
Le refuge d'oiseaux migrateurs de Terra-Nova (anglais : Terra Nova Migratory Bird Sanctuary) est un refuge d'oiseaux migrateurs du Canada située à Terre-Neuve-et-Labrador. Cette aire marine protégée de 12 km2 protège le fond de deux baies située dans le parc national de Terra-Nova, soit le bras Southwest et le fjord Newman. On trouve dans ses deux baies la moitié des oiseaux observés dans le parc national. Elle a été créée en 1967 et est administré par le service canadien de la faune.

## Géographie
Le refuge d’oiseaux migrateurs de Terra-Nova est situé dans deux bras de mer distinct adjacent au parc national de Terra-Nova, soit le baie de Newman et le bras Southwest. Le refuge est presque entièrement délimité par le parc national. Les deux baies sont peu profondes laissant un estran à découvert quand la marée est basse. Les rives sont composées de petites plages de gravier, de rochers arrondis et de falaises escarpées. Le bras Southwest est gelé l'hiver alors que la baie de Newman  est libre de glace à l'année.

## Faune
Le refuge d’oiseaux migrateurs de Terra-Nova n'est pas tant protégé pour son nombre d'oiseaux que pour la diversité de ses espèces. On retrouve plus de 30 espèces d'oiseaux, soit la moité des espèces répertoriées dans le parc national voisin. Les principales espèces sont les oiseaux de rivage, la sauvagine et les oiseaux marins. Les de la migration automnale, le refuge est fréquenté par la bernache du Canada, le canard noir, le garrot à œil d'or et de harles.